# Hong Shen
Hong Shen (en chino, 洪深; Wade-Giles, Hung Shen; Wujin, 31 de diciembre de 1894 – Pekín, 29 de agosto de 1955) fue un dramaturgo, director de cine, guionista, teórico del cine y el teatro y educador chino. Los historiadores del teatro lo consideran uno de los tres fundadores del drama hablado chino moderno, junto con Tian Han y Ouyang Yuqian. Escribió el primer guion cinematográfico chino, La señora Shentu.

## Biografía

### Infancia y estudios
Hong Shen nació en 1894 en la pequeña localidad rural de Wujin situada en la provincia de Jiangsu, en lo que entonces era el Imperio Qing. Después de asistir a escuelas secundarias en Shanghái y Tianjin, ingresó en la recién fundada Escuela Tsinghua (ahora Universidad Tsinghua) en 1912 y se graduó en 1916.  Luego se fue a los Estados Unidos para estudiar ingeniería cerámica en la Universidad Estatal de Ohio (OSU) con una beca Boxer Indemnity. Mientras estuvo allí, escribió y produjo dos obras de teatro en inglés. Un elenco formado íntegramente por estudiantes chinos de la OSU y del Oberlin College interpretó una de ellas, The Wedded Husband, en abril de 1919 ante una audiencia de 1300 personas en el salón de actos de la universidad. Fue probablemente la primera obra escrita por un ciudadano chino que se representó en Estados Unidos. En el otoño de 1919, se trasladó a la Universidad de Harvard y fue seleccionado como uno de los «Baker's Dozen» para estudiar teatro con el profesor George Pierce Baker.

### Carrera
Regresó a China en 1922, con la ambición de convertirse en el Henrik Ibsen de su país. Enseñó literatura occidental en la Universidad de Fudan de Shanghái, así como en varias otras universidades. Escribió y actuó en la obra Yama Zhao en 1923, en la que se oponía firmemente a la brutal guerra que asolaba China en esa época, que ahora se conoce como la era de los señores de la guerra. La obra fue muy bien recibida y le ayudó a labrarse una reputación como dramaturgo. Poco después se unió a la Asociación de Dramaturgos de Shanghái y realizó varias obras, entre ellas El abanico de la joven amante, que fue una adaptación de la obra de Oscar Wilde, El abanico de Lady Windermere. La obra fue tremendamente popular y ejerció una gran influencia en el desarrollo del teatro chino moderno.
En 1925, publicó el guion de la película La señora Shentu en la revista Eastern Miscellany de Shanghái. Nunca se filmó, pero se considera un hito en la historia del cine por ser el primer guion cinematográfico publicado en China. Dirigió su primera película, Joven maestro Feng en 1925. Luego codirigió las películas Amor y oro (1926) y El abanico de la joven amante (1928) con el fundador de la productora Mingxing, Zhang Shichuan y escribió el guion de la película Peonía roja de la chica cantante de 1931 (dirigida por Zhang Shichuan), considerada la primera película sonora china (aunque el sonido estaba en realidad grabado en un disco, no estaba integrado en la película). Fue nombrado director de la Escuela de Cine de China en 1928.
Hong Shen se unió a la Liga de Escritores de Izquierda en 1930, y participó en actividades políticas. En la década de 1930, escribió numerosos guiones cinematográficos, así como tres obras de teatro conocidas colectivamente como la «Trilogía del campo». El Puente Wukui se considera la mejor de las tres. Se representó por primera vez en 1931 con Yuan Muzhi interpretando el papel principal. También escribió muchos libros y artículos sobre teoría del cine y el drama.
Después de la invasión japonesa en 1937, Hong Shen abandonó Shanghái para trasladarse a regiones del interior que estaban libres de la ocupación japonesa. Presentó muchas obras donde abogaba por la resistencia contra Japón. En 1945, después del fin de la guerra, volvió a dar clases en la Universidad de Fudan, pero se vio obligado a abandonarla por sus simpatías comunistas. Enseñó brevemente en la Universidad de Xiamen, en la provincia de Fujian, antes de trasladarse en 1948 al noreste de China, que en ese momento estaba bajo control comunista.
Después del triunfo comunista en la guerra civil china y la fundación de la República Popular China en 1949, las nuevas autoridades comunistas le nombraron Director de la Oficina de Relaciones Culturales Externas del Ministerio de Cultura y vicepresidente de la Asociación de Teatro de China. También fue miembro del Primer Comité Nacional de la Conferencia Consultiva Política del Pueblo Chino.
Murió el 29 de agosto de 1955 de un cáncer de pulmón en Pekín.